# غابرييل فاهانيان
غابرييل فاهانيان (بالفرنسية: Gabriel Vahanian) (24 يناير 1927 - 30 أغسطس 2012) (بالأرمنية: Գաբրիէլ Վահանեան) هو عالم لاهوت مسيحي فرنسي بروتستانتي، عُرف بأعماله حول فكرة «موت الله» بالأوساط الأكاديمية في الستينيات.

## مسيرته
ولد غابرييل أنطوان فاهانيان في مارسيليا بفرنسا، لعائلة لاجئة من الإبادة الجماعية للأرمن. حصل على شهادة البكالوريا الفرنسية (baccalauréat) عام 1945 من ثانوية فالانس في فرنسا، ثم تخرج من كلية اللاهوت البروتستانتية في باريس، وحصل على درجة الماجستير في اللاهوت عام 1950 من معهد برنستون لتعليم اللاهوت (Princeton Theological Seminary)، ثم على الدكتوراه سنة 1958.
عمل في كلية جامعة سيراكيوز لمدة 26 عاما.
انتقل في عام 1984 إلى جامعة ستراسبورغ. أنهى مسيرته المهنية أستاذا فخريا لعلم اللاهوت الثقافي في جامعة مارك بلوك التي ستُصبح فيما بعد جزءا من جامعة ستراسبورغ.

## روابط خارجية
- Gabriel Vahanian, "The Otherness of Time: Secularisation as Worlding of the Word and the Hallowing of Time," Journal for Cultural and Religious Theory, 1, 1 (December 1999).
- "The 'God is Dead' Movement," نسخة محفوظة 5 يناير 2013 at Archive.is Time Magazine, October 22, 1965.
- Thomas J. J. Altizer and William Hamilton, Radical Theology and the Death of God, (Indianapolis: Bobbs–Merrill, 1966).
- E. David Willis, "Iconoclasm in Paperback," نسخة محفوظة 2 سبتمبر 2002 على موقع واي باك مشين. Theology Today, 23, 2 (July 1966), p. 275